# Gerhard Müller (Admiral)
Gerhard Müller (* 18. Mai 1941 in Leipzig; † 15. Juli 2023) war ein deutscher Konteradmiral der Volksmarine. 
Nach dem Besuch der Mittelschule absolvierte Müller von 1957 bis 1960 eine Berufsausbildung zum Mechaniker im Funkwerk Leipzig. Am 1. August 1960 trat er in die Volksmarine ein und nahm an einer einjährigen Ausbildung an der Seeoffiziersschule in Stralsund teil. Daran schloss sich ein fünfjähriges Studium an der Höheren Seeoffiziersschule in Baku in der Sowjetunion an, das er als Diplomingenieur abschloss. 
1966 wurde Müller als Wachoffizier an Bord eines Raketenschnellboots der Sechsten Flottille eingesetzt. Ab 1967 war er Stellvertreter Abteilungschef für politische Arbeit, ab 1970 Stellvertreter Abteilungschef für Raketeneinsatz und ab 1971 Abteilungschef Raketenschnellboote. 
Von 1973 bis 1976 studierte Müller an der Seekriegsakademie in Leningrad. Nach Abschluss der Akademie wurde er von 1976 bis 1981 Chef der 3. Raketen-Torpedo-Schnellboots-Brigade in der 6. Flottille in Dranske auf Rügen. Anschließend war er von 1981 bis 1985 stellvertretender Stabschef der 6. Flottille. 1985 wurde Müller als Chef der 4. Flottille nach Rostock-Warnemünde versetzt und dort am 21. Februar 1989 zum Konteradmiral ernannt. Im Frühjahr 1990 wechselte Müller ins Kommando Volksmarine nach Rostock als Stellvertreter Chef Rückwärtige Dienste und Stabschef der Rückwärtigen Dienste, anschließend Stellvertreter des Chefs Rückwärtige Dienste der Volksmarine und Stabschef. Gerhard Müllers Entlassung aus dem aktiven Dienst erfolgte am 2. Oktober 1990.